# هاجيمي كانيكو
هاجيمي كانيكو (باليابانية: 兼子一؛ بالكانا: かねこ はじめ) هو مستشار حقوقي ‏ ومحامي ياباني، ولد في 18 ديسمبر 1906 في طوكيو في اليابان، وتوفي في 6 أبريل 1973.